# Homebrew
Homebrew是一款自由及开放源代码的软件包管理系统，用以简化macOS系统上的软件安装过程，最初由马克斯·霍威尔（Max Howell）写成。因其可扩展性得到了一致好评，并在Ruby on Rails社区广为人知。
Homebrew通过GitHub维护，并从其GitHub仓库中获取数据。用户可通过贡献此项目来增加支持的软件包。2012年，Homebrew是GitHub上拥有最多新贡献者的项目。2013年，Homebrew同时成为GitHub上最多贡献者及最多已关闭问题的项目。

## 机制
Homebrew以Ruby语言写成，针对于Mac OS X操作系统自带Ruby的版本。默认安装在/usr/local（Intel处理器）或/opt/homebrew（Apple芯片），由一个核心git版本库构成，以使用户能更新Homebrew。包管理器使用一种称为“配方”（formula）的DSL脚本来管理依赖、下载源代码及配置和编译软件，从源代码中构建软件。称为“瓶”（bottle）的二进制包是用默认选项预编译好的配方。

## 逸事
Homebrew的作者Max Howell曾应聘过Google的职位，面试失败之后在Twitter上发帖
Google: 90% of our engineers use the software you wrote (Homebrew), but you can't invert a binary tree on a whiteboard so f*** off.（Google：我们90%的工程师都在用你的软件（Homebrew），但是你不会在白板上翻转二叉树，所以滚出去。）
 在网上引发了关于招聘程序员面试时白板编程意义的讨论。